# Ferran Jutglà
Ferran Jutglà Blanch (* 1. Februar 1999 in Sant Julià de Vilatorta, Osona) ist ein spanischer Fußballspieler, der  bei Celta Vigo unter Vertrag steht.

## Karriere
Jutglà wurde in einem Vorort von Barcelona geboren. Seine Karriere begann er bei der Lokalmannschaft Espanyol Barcelona. 2018 unterschrieb Jutglà einen Profivertrag und wechselte leihweise zu UE Sant Andreu. Nach insgesamt 39 Einsätzen in der Tercera División kehrte er nach der Leihe zu Espanyol zurück, zunächst in die zweite Mannschaft. Zum Ende der Saison 2019/20 stand Jutglà zwei Mal im Kader der ersten Mannschaft, wurde jedoch nicht eingesetzt.
Zur Saison 2021/22 wechselte Jutglà ablösefrei zur zweiten Mannschaft des Lokalrivalen FC Barcelona, die in der drittklassigen Primera División RFEF spielte. Er erhielt einen Vertrag bis zum Saisonende mit einer Option auf eine weitere Saison. Die Ausstiegsklausel wurde auf 50 Millionen Euro festgelegt, die sich auf 100 Millionen Euro erhöht, wenn er für die erste Mannschaft registriert werden sollte. Nach 15 Drittligaeinsätzen, in denen Jutglà 4 Tore erzielt hatte, debütierte er am 12. Dezember 2021 unter Xavi für die erste Mannschaft in der Primera División.
Zur Saison 2022/23 wechselte Jutglà für eine Ablösesumme in Höhe von 5 Millionen Euro zum belgischen Erstligisten FC Brügge; der FC Barcelona sicherte sich zudem eine Weiterverkaufsbeteiligung in Höhe von 10 Prozent. In Brügge unterschrieb er einen Vertrag bis zum 30. Juni 2026. In seiner ersten Saison bestritt er 34 von 40 möglichen Ligaspielen für Brügge, in denen er 13 Tore schoss. Dazu kam ein Pokalspiel, acht Spiele in der Champions League mit zwei Toren und das gewonnene Spiel um den Supercup. In der Saison 2023/24 waren es 35 von 40 möglichen Ligaspielen, in denen er acht Tore schoss, drei Pokalspiele mit einem Tor und 12 Spielen in der Conference League mit zwei Toren. Er wurde mit Brügge belgischer Meister.
In der nächsten Saison waren es 36 von 40 möglichen Ligaspielen mit zehn Torerfolgen, fünf Pokalspiele und 12 Spiele in der Champions League mit jeweils zwei geschossene Toren sowie das verlorene Spiel um den belgischer Supercup. Die Saison endete mit dem Gewinn des belgischen Pokals.
Im Sommer 2025 wechselte Jutglà zu Celta Vigo.

## Erfolge
- Belgischer Meister: 2023/24 (FC Brügge)
- Gewinner belgischer Supercup: 2022 (FC Brügge)
- Belgischer Pokalsieger: 2024/25 (FC Brügge)